# Behavioralna adaptacija
Behevioralna adaptacija je prilagoditev organizma življenjskim razmeram in je opazna zlasti v spremembi vedenja (pridobljena med evolucijskem razvojem). Tovrstna adaptacija pogosto omogoča preživetje v skrajnih življenjskih razmerah, ki so blizu ekološke tolerance. Tako so se vročemu puščavskemu podnebju prilagodile puščavske živali, te so podnevi zaradi vročine manj fizično aktivne kakor ponoči. 